# Râul Pietrosu, Tazlăul Sărat
Râul Pietrosu este un curs de apă, afluent al râului Tazlăul Sărat. 